# 林群贤
林群贤，又译林昆贤，印度尼西亚华裔政治人物。

## 生平
林群贤于1897年出生在馬辰的一个土生华人商人家庭。1932年，组建印尼中华党；1951年，于政府镇压左翼的行动中遭逮捕，饱受牢狱之灾；1952年11月5日在棉兰去世。